# Ellesiya

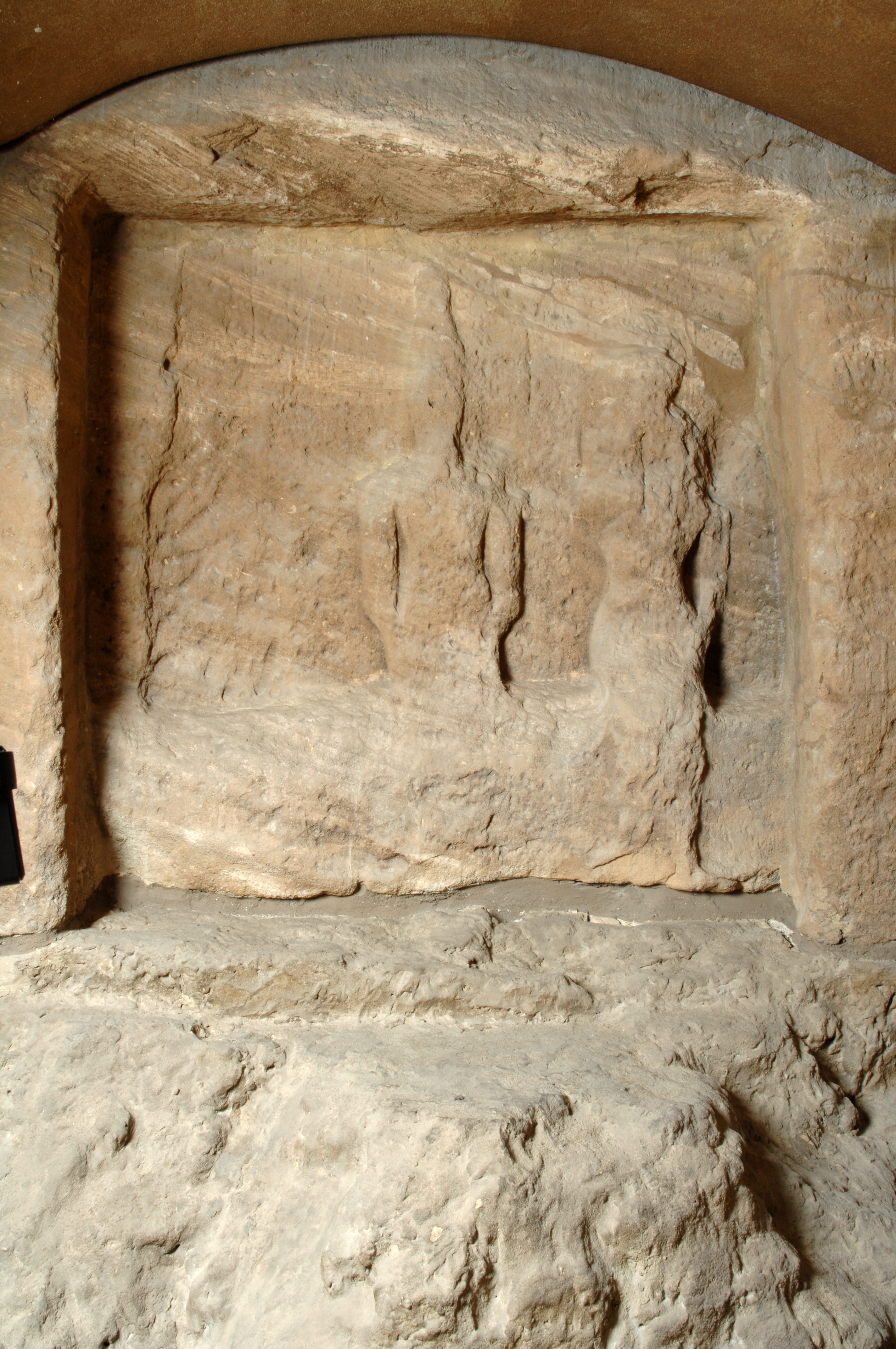
L'interior del temple de Ellesija

Ellesiya fou un lloc de Núbia entre la primera i la segona cascada del Nil a uns 225 km al sud d'Aswan, avui cobert pel llac Nasser. A la zona hi havia una fortalesa i altres edificis comercials. El faraó Tuthmosis III hi va construir una capella excavada a la roca (speos) a la meitat del segle xv aC. Fou cedida al Museu Egipci de Torí en agraïment al govern italià pel salvament dels monuments de Núbia quan es va construir la resclosa d'Assuan.